# Saint-Christophe-des-Bardes
Saint-Christophe-des-Bardes är en kommun i departementet Gironde i regionen Nouvelle-Aquitaine i sydvästra Frankrike. Kommunen ligger i kantonen Lussac som tillhör arrondissementet Libourne. År 2022 hade Saint-Christophe-des-Bardes 390 invånare.

## Befolkningsutveckling
Antalet invånare i kommunen Saint-Christophe-des-Bardes
Referens:INSEE